# Stöberhai

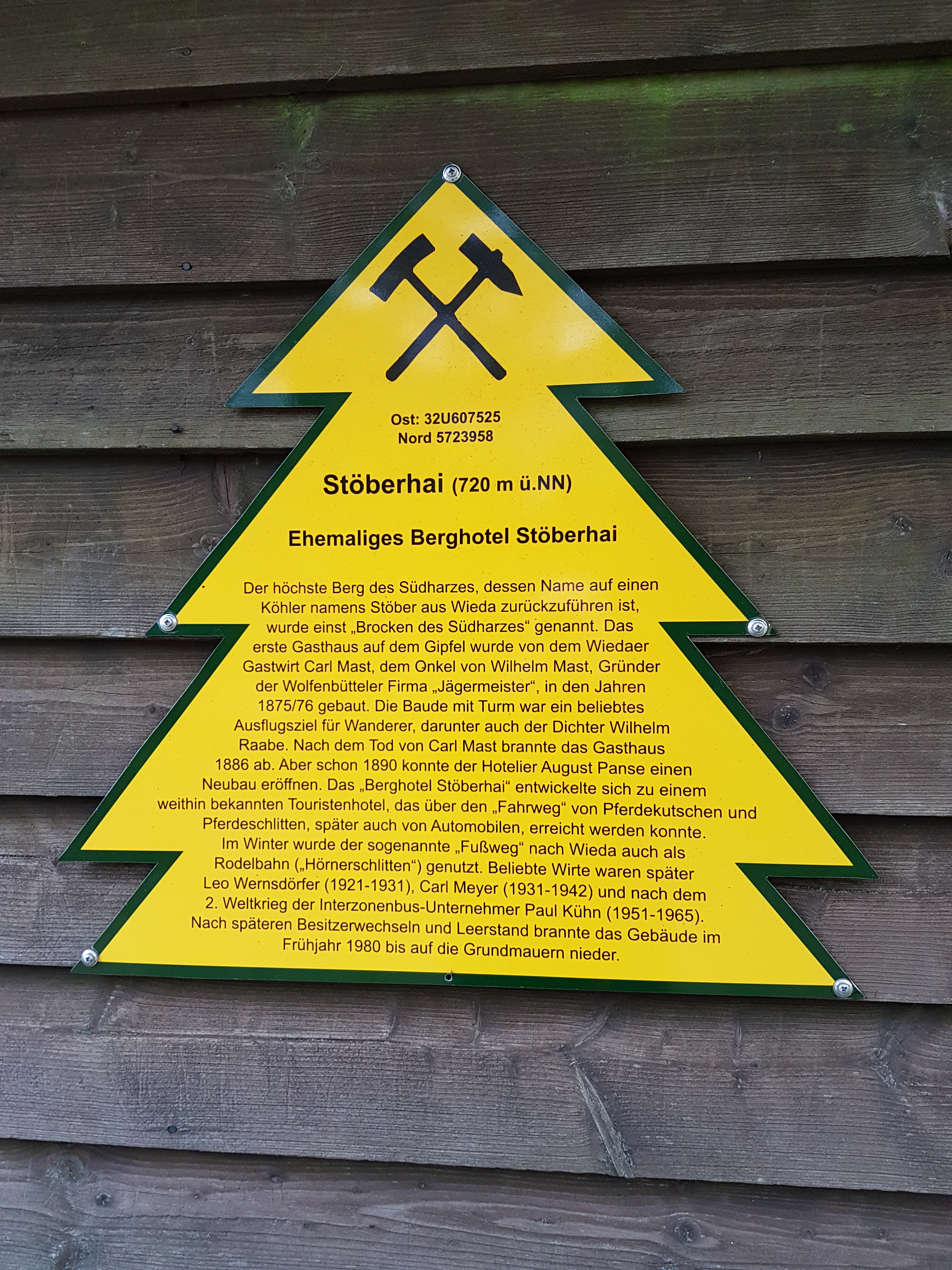
Dennert-Tanne

Der Stöberhai im Mittelgebirge Harz ist mit etwa 720 m ü. NHN der höchste Berg des Südharzes im gemeindefreien Gebiet Harz des niedersächsischen Landkreises Göttingen.

## Etymologie
Die Herkunft des Namens Stöberhai ist nicht dokumentarisch gesichert. Es wird angenommen, dass hier ein Köhler namens Stöber seinen „Hai“ hatte, womit im Harz die Kohlstelle des Köhlers im Wald bezeichnet wurde. Der Begriff ist abgeleitet von Hain, was sich zudem mit der früher bezeugten Nutzung des Stöberhais als Waldeinschlag deckt. Ein Führer durch den Luftkurort Wieda aus dem Jahr 1931 kennt noch einen „oberen Hai“ auf dem Berg mit Aussicht nach Hohegeiß. Bemühungen des früheren Wiedaer Forstmeisters Stein zu Beginn des 20. Jahrhunderts, aus seinen alten Akten und durch Umfrage in den benachbarten preußischen Forstämtern einen Köhler Stöber nachzuweisen, blieben ohne Erfolg.

## Geographie

### Lage
Der Stöberhai liegt im Harz, dem höchsten Gebirge Norddeutschlands, im Naturpark Harz. Er erhebt sich zwischen dem an der Oder befindlichen Oderstausee im Westen und Nordwesten und der an der Wieda gelegenen Ortschaft Wieda im Südosten. Etwas westsüdwestlich des Gipfels entspringt auf dem Übergangsbereich zum Jagdkopf (701,2 m) die Steina (auch Steinaer Bach genannt). Der Stöberhai befindet sich direkt auf der Elbe-Weser Wasserscheide, Der Nord- und Nordwesthang gehört zum Einzugsgebiet der Oder, welcher Teil des Leine- und somit Weser-Einzugsgebiet darstellt. Der Südwesthang zum Steinaer Bach – Ichte, der Nordost-, Ost- und  Südosthang ist Teil des Einzugsgebietes der Wieda. Beide (Steinaer Bach-Ichte und Wieda) gehören zum Helme-Einzugsgebiet, in welchem der Stöberhai mit seinen 720 m Höhe den höchsten Punkt darstellt. Die Helme wiederum fließt über die Unstrut, dann die Saale zur Elbe.
Umliegende Ortschaften sind: Im Nordwesten Sankt Andreasberg, im Nordosten Braunlage, im Osten Hohegeiß, im Südosten Wieda, im Süden Bad Sachsa und Steina; im Südwesten Osterhagen und Bad Lauterberg
Der untere Bergteil ist überwiegend mit Buchenwald, der obere mit dunklem Fichtenbestand bewachsen.

### Berghöhe
In älterer Literatur wird häufig die Höhe von 731 m angegeben; teils sind auch 718 m (Höhenangabe am Berggipfel; Ostkuppe; ⊙), 714 m (Westkuppe; ⊙; etwa 500 m westnordwestlich des Gipfels) oder 699 m Höhe zu finden; letzteres bezieht sich auf eine Höhenangabe an einem Pfad östlich unterhalb des Berggipfels. Ein Wegweiser auf dem Berggipfel (Ostkuppe) enthält die Höhenangabe 720 m.

### Bedeutung für die Wasserversorgung
Durch die Position im äußersten Nordwesten des Einzugsgebietes der Helme, welcher gleichzeitig deren höchsten Punkt darstellt; bildet dieser Berg mit seiner näheren südlich und östlich gelegenen Umgebung (den oberen Teileinzugsgebieten von Steina, Wieda und Zorge) den niederschlagsreichsten Teil dieses Einzugsgebietes.  Damit hat diese Gegend um den Berg, einschließlich dem guten Zustand seiner Wälder, eine ganz besondere Bedeutung für die Wasserversorgung des sehr viel trockeneren mittleren und unteren Teils dieses Einzugsgebietes, der dichtbesiedelten und fruchtbaren, aber sehr viel niederschlagsärmeren Goldenen Aue mit den Städten Nordhausen, Sangerhausen und Artern, einer Vielzahl von Kleinstädten und Dörfern und einer reichen Landwirtschaft.
Anders ist die Situation auf der Nordseite des Stöberhai, dem Einzugsgebiet des nahegelegenen Oderstausees, welches vollständig im niederschlagsreichen Oberharz befindet, also die niederschlagsreiche Fläche sehr viel größer ist, und hier sehr viel mehr Wasser zur Verfügung steht, auch für den etwas trockeneren unteren Bereich des Oder-Rhume Einzugsgebietes. Hier stellt die Nordseite des Stöberhai einer von vielen „Wasserversorgern“..dar, von denen einige Höhen  diesen noch weit übertreffen, besonders der Gebirgsrücken Bruchberg-Auf dem Acker, welcher neben dem Brocken das niederschlagreichsten Gebiet im Harz überhaupt darstellt. Dazu kommt, dass das westliche Harzvorland wesentlich niederschlagsreicher ist, als das sehr viel trockenere südliche, zu welchem die Goldene Aue zählt.

## Naturräumliche Zuordnung und Landschaftsschutz
Der Stöberhai gehört in der naturräumlichen Haupteinheit Mittelharz zur Untereinheit Südlicher Mittelharz (380.80), wobei seine Nordwestflanke in den Naturraum Oderbergland (380.81) abfällt. Er liegt im Landschaftsschutzgebiet Harz (Landkreis Göttingen) (CDDA-Nr. 321403; 2000 ausgewiesen; 300,20 km² groß).

## Berghotel Stöberhai
Im Jahr 1872 wurde auf der Bergkuppe das erste eingeschossige Wirtshaus errichtet, wofür sieben Morgen Wald gerodet wurden. Der erste Wirt war Karl Mast aus der Familie der späteren Jägermeister-Dynastie der Mast-Jägermeister SE.
Nachdem ein Feuer das 1886 erweiterte Gasthaus vernichtet hatte, wurde 1889 das Berghotel Stöberhai mit einem Aussichtsturm als das höchstgelegene Hotel des Harzes nach dem Brocken erbaut. Der Aussichtsturm für 60 Personen, den man vom Hotelflur aus betrat, bot einen Rundblick auf alle Teile des Harzes bis hin zum Kyffhäuser und Thüringer Wald. Das Hotelgebäude mit Baudencharakter ähnelte mit seiner Brettverschalung, dem Aussichtsturm und der Veranda sehr dem ein Jahr zuvor eingerichteten Hotel Berghof Ravensberg auf dem benachbarten Ravensberg. Obschon das Berghotel bis in die 1970er Jahre mehrfach umgestaltet und erweitert wurde, blieb die bauliche Anlage von 1889 bestimmend für die Außenwirkung.
1922 wurde vom Hotelwirt nach dem Vorbild des Brockens die Feier der Walpurgisnacht auf dem Stöberhai eingeführt.
Der am alten Forstamt am Fuße des Stöberhai beginnende Fahrweg von Wieda hinauf zum Berghotel wurde um das Jahr 1928 für den Autoverkehr freigegeben, was einen Anstieg des regen Ausflugverkehrs bewirkte. Die Hotellogistik blieb jedoch kostspielig, da alle Lebensmittel die 3500 Meter lange Serpentinenstraße, die erst lange nach dem Krieg asphaltiert wurde, vom Tal herauf transportiert werden mussten, was im Winter nur mit Schlitten möglich war.
Während des Zweiten Weltkrieges wurde das Hotel bei einem Luftangriff 1943 beinahe von fünf Sprengbomben getroffen. Im Winter 1943/44 beschlagnahmte es die deutsche Wehrmacht für einen Skilehrgang und im darauffolgenden Sommer wurde es für Kriegsblinde beider Weltkriege mit ihren Familien zur Verfügung gestellt. Nach dem Krieg geriet das Hotel in wirtschaftliche Bedrängnis, da die bisher zahlreichen Gäste aus Sachsen, Thüringen und Berlin ausblieben und auch viele Westdeutsche die Harzorte in Grenznähe zur Sowjetischen Besatzungszone mieden.
Schließlich erwarb im Herbst 1951 der Interzonenbusunternehmer Paul Kühn aus Berlin das Hotel, der es umbauen, um einen Anbau erweitern und die 58 Zimmer neu einrichten ließ. Im November 1951 wurde das renovierte Hotel wieder eröffnet und kurze Zeit später auf dem Grundstück ein kleiner Tierpark mit einheimischen Tieren geschaffen. Kühn richtete einen regelmäßigen Buspendelverkehr von Berlin zum Stöberhai ein und vertrieb über sein eigenes Reisebüro Pauschalreisen inklusive Hin- und Rückfahrt von Berlin zum Stöberhai, Unterkunft und Verpflegung im Berghotel, Rodelfahrten im Winter und Ausflugsfahrten im Sommer und bereits nach wenigen Wochen war das Hotel auf Monate ausverkauft. Im Hotel konnten die Gäste zudem Bade- und Trinkkuren mit Ostsee-Heilwasser durchführen. Hotelgäste, die mit dem Zug anreisten, fuhren bis zur Bahnstation Wiedaer Hütte der schmalspurigen Südharz-Eisenbahn in Oberwieda und konnten sich dort von einem Hotelwagen abholen lassen. Paul Kühn veräußerte das Hotel um 1965. Nach mehrfachem Besitzerwechsel und nach der Schließung von Tierpark und Aussichtsturm wurde die Bewirtschaftung des Hotels wegen zurückgehender Gästezahlen zum 1. November 1975 eingestellt und es stand in der Folgezeit leer.
Aus ungeklärter Ursache fiel es in der Nacht vom 1. zum 2. März 1980 einem Großbrand zum Opfer und wurde nicht wieder aufgebaut. Die Fahrstraße von Wieda zum ehemaligen Berghotel ist seit Oktober 1983 für private Fahrzeuge gesperrt. Die Bodenplatte sowie einige alte Terrassenstühle waren noch bis Mitte der 1980er Jahre Zeugen des einstigen Hotelbetriebes. Die Fläche wurde schließlich geräumt, in ihrer Mitte ein Wegweiser aufgestellt und eine kleine Schutzhütte am Rande des Gipfelplateaus errichtet - mit Ausblick auf Sankt Andreasberg, das Odertal und die Berge Achtermann, Wurmberg und Brocken. Anhand einiger ortsuntypischer Laubbäume auf der Bergkuppe, wie einer alten Kastanie, die das Hotel umstanden, lässt sich heute dessen einstiger Standort noch erahnen.

## Bahnhof Stöberhai
Der Hotelbesitzer A. Panse erwirkte, dass die Südharz-Eisenbahn-Gesellschaft (SHE) beim Bau der Schmalspurbahn Walkenried–Braunlage/Tanne im Jahr 1899 mitten im Wald die Haltestelle Bahnhof Stöberhai einrichtete, um den Ausflugsverkehr zum Hotel zu erleichtern. Auf Panses Drängen wurde dort im Oktober 1900 von der Gesellschaft auch ein kleines Bahnhofsgebäude für die Ausflugsgäste eröffnet. Das Bahnhofsgebäude war von Anbeginn an zu klein und dem Besucherandrang gerade an Wochenenden nicht gewachsen. Es brannte 1907 ab und wurde noch im gleichen Jahr durch das noch immer existente Gebäude ersetzt. Obwohl damals die Bahnstation im Weinglastal nur rund 1,3 km vom Hotel entfernt lag, waren zwischen ihr und dem Hotel noch rund 260 m Höhenunterschied über den Nordhäuser Stieg zu überwinden. Der Bahnhof liegt am Wanderweg Harzer Baudensteig.
Zudem führt der Südharz-Eisenbahn-Radwanderweg am Bahnhofsgebäude vorbei, das bis heute als Gaststätte geöffnet ist.

## Aufklärungsturm

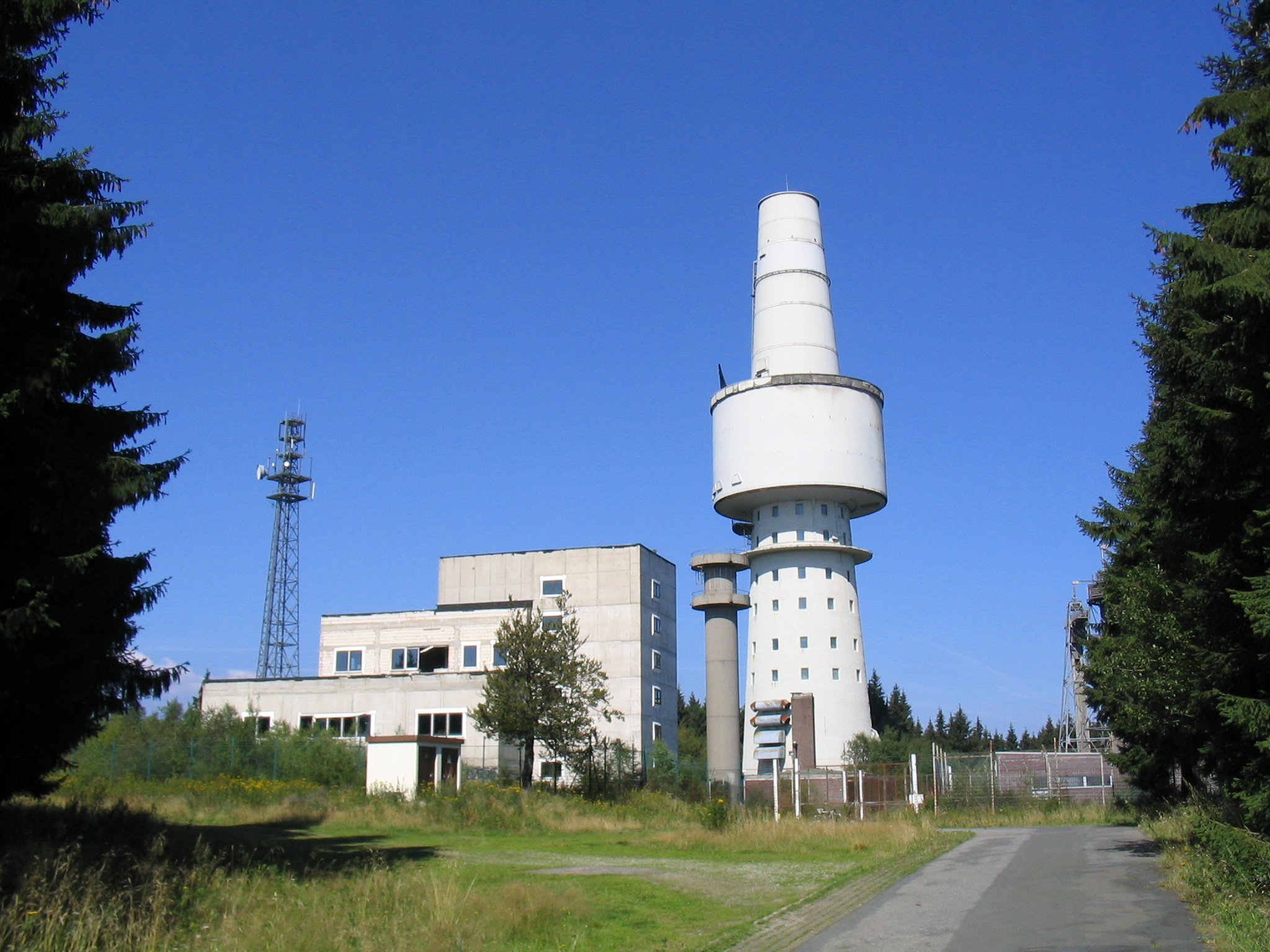
Ehemaliger Horchposten (2004)

Bekanntheit erlangte der Stöberhai seit 1967 durch einen der fünf Aufklärungstürme der Bundeswehr (Fernmeldesektortürme), neben Klaustorf (Ostseeküste), Thurauer Berg (Wendland), Schneeberg (Fichtelgebirge) und Hoher Bogen (Bayerischer Wald). Der etwa 75 m hohe Stahlbeton-Turm (⊙) stand geschätzt etwa 50 m östlich und zugleich etwas unterhalb der höchsten Stelle der etwa 714 m hohen Westkuppe des Stöberhais.
Die Funkabhöranlage diente im Kalten Krieg zum Abhören des militärischen Funkverkehrs in der DDR. Ihre Anlagen stellen das Gegenstück zu der vom Ministerium für Staatssicherheit der DDR und der Sowjetunion betriebenen Station auf dem Brocken dar.
Zuerst errichtete die Bundeswehr 1957 die Dienststelle Wieda, sechs Jahre später folgte die französische Luftaufklärung. Die Einrichtungen wurden fortwährend erweitert. Mit der Fertigstellung des Turmes (1967) ging der Komplex formal in den „Fernmeldesektor C“ der Luftwaffe über. Der Turm, als Herzstück der Anlage, beherbergte auf sechzehn Stockwerken und 750 m² Antennenträger, Erfassungsplätze und Betriebsräume, aber auch Büros, Unterkünfte und eine Messe. Durch Tunnel, die das Ausspähen und eine Vereisung verhindern sollten, war der Turm an weitere Gebäude und einen unterirdischen Atomschutzbunker mit Ausweich-Gefechtsstand angebunden.
Obwohl noch während der Wiedervereinigung 14 Millionen Deutsche Mark in den nie vollendeten Neubau investiert wurden, zog 1992 das Militär endgültig ab. Neben dem Turm und der Bauruine befanden sich zu diesem Zeitpunkt auf dem 28 ha großen Gipfelplateau ein Eingangsgebäude, ein deutsches Unterkunftsgebäude mit eigenem vollunterkellerten Atomschutzbunker, mehrere Garagen und Werkstätten, zwei französische Quartiere, ein französisches Betriebsgebäude und vier französische Gittertürme, die zur elektronischen Aufklärung ebenfalls nach Osten gerichtete Antennen trugen.
In den Jahren seit der Stilllegung avancierte das abgesperrte Areal zu einem beliebten (illegalen) Abenteuerspielplatz für verschiedene Freizeitsportarten. Besonders unter Geocachern erlangte es einen legendären Ruf. Nach jahrelangem Streit zwischen Landkreis und Bund über die Abrisskosten in Höhe von 3,5 Millionen Euro musste schließlich der Bund die entsprechenden Kosten übernehmen. Der Turm der Anlage wurde am 23. September 2005 mit 38 kg Sprengstoff (Gelamon 30 U) in 380 Sprenglöchern kontrolliert zu Fall gebracht. Der gewaltige Aufklärungsturm markierte den Stöberhai einst überdeutlich innerhalb der Harzer Bergwelt. Übrig geblieben ist nur noch ein vergleichsweise kümmerlicher Fernmeldeturm, der allerdings immer noch von Sankt Andreasberg und den umliegenden Bergen erkennbar ist. Am 23. September 2006 – genau ein Jahr nach der Sprengung des Beton-Turmes – weihte Niedersachsens Finanzminister Hartmut Möllring ein an den Turm im Besonderen und an die EloKa im Allgemeinen erinnerndes Denkmal ein.

## Wandern

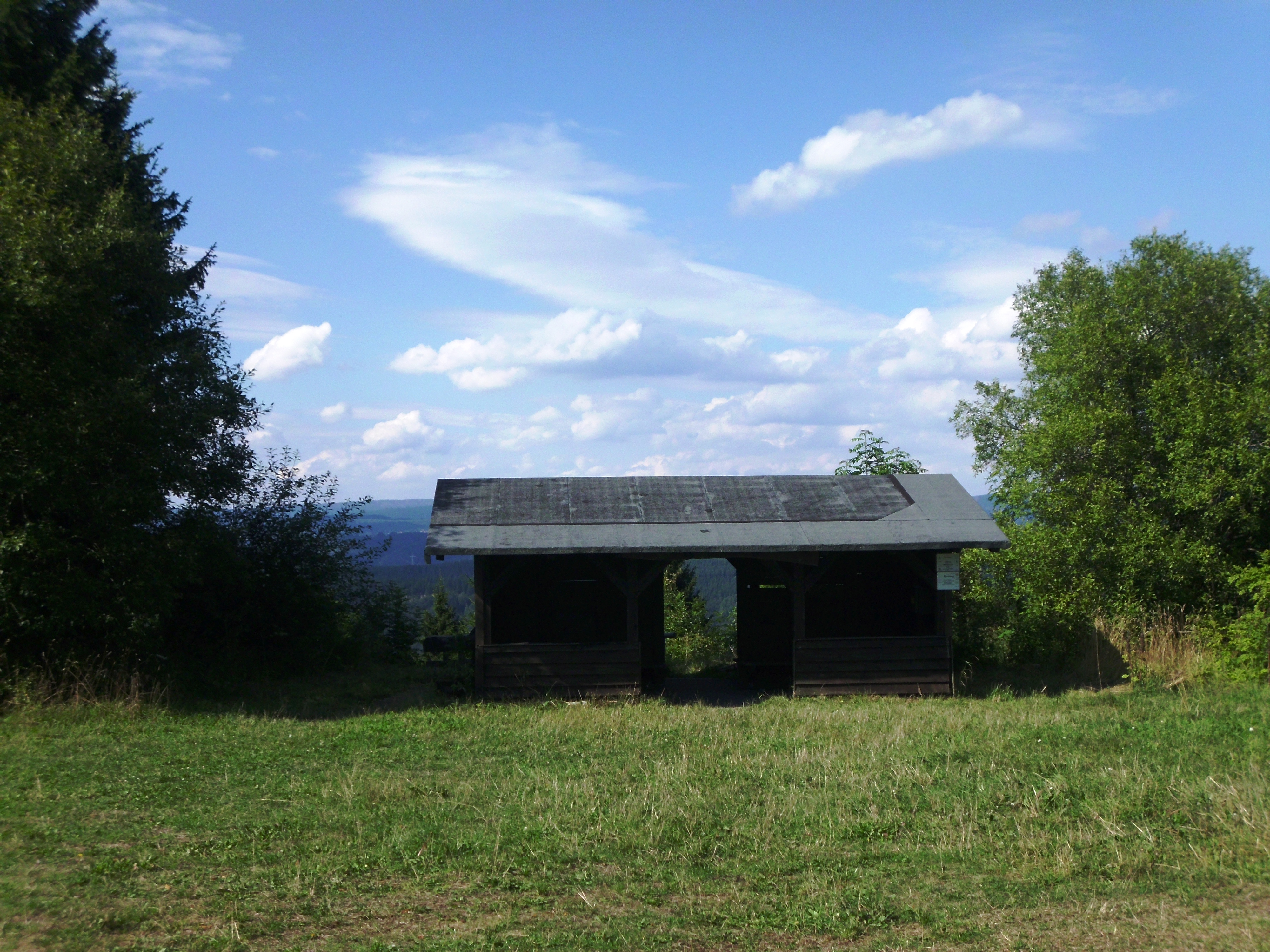
Schutzhütte auf dem Gipfel des Stöberhais

Auf dem Stöberhai treffen sich die Hauptwege von den Orten der Umgebung, so von Wieda, Bad Sachsa, dem Ravensberg, Steina, Bad Lauterberg, St. Andreasberg und Braunlage. Vorbei am Berg führt der Harzer Baudensteig.
Der Stöberhai ist von allen Seiten durch eine Vielzahl von Wanderwegen erreichbar, obgleich von Westen und Norden kommend der Oderstausee umwandert werden muss. Der Hauptzugang ist die asphaltierte, für den öffentlichen Verkehr gesperrte Straße, die von Wieda hinauf zum Stöberhai führt. Auch von Bad Lauterberg führte einst eine asphaltierte Straße hinauf zum Gipfel. Die finanziellen Mittel, die eigentlich nur zur Sprengung und Trümmerbeseitigung des Aufklärungsturms vorgesehen waren, reichten auch noch für den vollständigen Rückbau dieser Straße aus. Die frühere Asphaltdecke wurde dabei durch eine sehr grobe Schotterdecke ersetzt, die selbst mit Mountain-Bikes nur schwer zu befahren ist. Wesentlich besser mit Fahrrädern befahrbar ist der nur langsam ansteigende Wanderweg entlang der Steina. Ein deutlich steilerer Weg führt vom Weinglastal nahe dem ehemaligen Bahnhof Stöberhai hinauf zum Gipfel. Die obigen Zugangswege können durch zahlreiche, ebenfalls recht gut begehbare Nebenwege vielfältig variiert werden.
Der Stöberhai ist als Nr. 159 in das System der Stempelstellen der Harzer Wandernadel einbezogen. Die Stempelstelle hängt in der wenige Meter nordnordwestlich des Berggipfels stehenden Schutzhütte Stöberhaihütte (⊙).